# Núi Bất Chu
Bất Chu Sơn (chữ Hán: 不周山) là dãy núi trong truyền thuyết của Trung Quốc. Theo căn cứ tài liệu huyền sử ghi chép cho rằng Bất Chu Sơn là dãy núi của Côn Lôn phía tây. Đường vào núi Bất Chu chỉ mở ra vào lúc trăng tròn hằng tháng.
Núi Bất Chu gắn liền với thần thoại Cung Công sau khi thất bại trước Chúc Dung đã đâm đầu vào, làm vỡ núi vốn là cột chống trời phía Tây. Nữ Oa phải dùng đá ngũ sắc để lắp lại vết nức đổ trời sinh ra từ cú húc của Cộng Công.